# Amore malvagio
Amore malvagio (Going Straight) è un film muto del 1916 diretto da Chester M. Franklin e da Sidney Franklin. Interpretato da Norma Talmadge, è uno dei due soli lungometraggi di questa attrice - insieme a pochi altri cortometraggi - di cui esista ancora una copia.

## Trama
John, un agiato uomo di affari vive felicemente con la moglie Grace e i suoi bambini. Un giorno, dopo aver letto il ritaglio di un giornale che scrive di una rapina, i due ritornano con la memoria al loro passato, quando erano aggregati a una banda di malviventi. La loro gang aveva in progetto di fare un colpo nel luogo di lavoro di Grace, ma la polizia era intervenuta e aveva catturato tutti i suoi componenti. L'unica che era riuscita a sfuggire era proprio Grace che, qualche tempo dopo, aveva confidato al marito in carcere di essere in attesa del loro primo bambino. L'uomo, allora, aveva deciso di mettere la testa a posto. Uscito dal carcere, aveva rigato dritto e si era fatto strada nella vita.

Alla porta di casa, però, si presenta Jimmy Briggs, uno dei vecchi complici. Questi vuole coinvolgere John in un ultimo colpo e lo ricatta con la minaccia di denunciare Grace alle autorità come ex componente della banda. Alla fine, John accetta. Ma il colpo non andrà a buon fine e Jimmy verrà ucciso. Finalmente liberi, John e Grace potranno ricominciare la loro vita insieme.

## Produzione
Il film venne girato nel 1916, l'anno in cui Norma Talmadge rimase sotto contratto alla Triangle.

## Distribuzione
Venne distribuito dalla Triangle Film Corporation, uscendo nelle sale statunitensi il 4 giugno 1916. In Italia venne inizialmente proibito nel vaglio del 1918, col titolo momentaneo La via dell'onestà. Nel 1921 venne concessa la delibera, ma la censura impose di sopprimere "tutte le scene riproducenti le gesta criminose di malviventi, costituenti scuola al delitto e sinistramente impressionanti, i quali malviventi, per ordire le loro delittuose imprese, si servono persino di un fanciullo". Venne distribuito sul suolo italiano nel 1923.
Ne esiste una copia in 35 mm conservata negli archivi cinematografici dell'International Museum of Photography and Film at George Eastman House; un'altra, sempre in 35 mm, nell'archivio del National Film and Television Archive of the British Film Institut; una copia da un positivo di 16 mm esiste alla EmGee Film Library e una (in 16 mm) in una collezione privata.
Una riedizione del film venne distribuita negli Stati Uniti in VHS dalla Grapevine Video (poi ridistribuita nel 2006 in DVD) e in DVD dalla S.A. Lynch Enterprises, dalla Ebony Showcase Theatre e dalla Nostalgia Family Video.

### Data di uscita
- USA 4 giugno 1916
- USA 2006  riedizione in DVD

Alias
- Corruption	- (non definito)
- Playmates	- USA (titolo di lavorazione)
- Uskollinen nainen	- Finlandia

### Critica
"In effetti, uno degli aspetti più interessanti del film, come fanno altre pellicole sul crimine degli anni dieci, sono le riprese che vennero fatte nei luoghi più squallidi di Los Angeles. Quel che ne risulta, è una sorta di documentario pieno di fascino e di interesse, un grande contributo a ricreare l'atmosfera della città povera in quegli anni".